# Nurcă europeană
Nurca europeană (Mustela lutreola) este un animal din familia Mustelidae ce trăiește în unele regiuni din Spania, Franța, România, Ucraina, Estonia și Rusia. În trecut trăia în regiuni din întreaga Europă. Este similară la înfățișare cu nurca americană.
Nurca europeană este o specie în pericol de dispariție.
Nurca europeană are blana în totalitate maro, cu excepția botului. Se hrănește cu viețuitoare acvatice, dar și cu păsări și mamifere mici.
Nurcile se împerechează în lunile februarie-martie. Gestația durează 35-72 de zile, diferența fiind din cauza întârzierii implantării ovulului fecundat în cazul unor femele.
Maturitatea femelei este la vârsta de 9 luni.